# Barocco moscovita

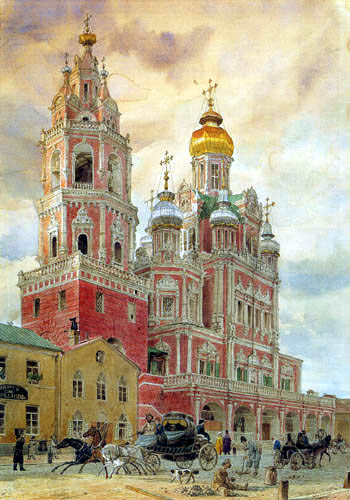
La Chiesa dell'Assunzione di via Pokrovka, Mosca (1696-99).

Il Barocco moscovita (detto anche Barocco Naryškin), è il nome dato ad un particolare stile architettonico e di moda formatosi a Mosca nel XVIII secolo, diffondendosi in breve tempo in tutto l'Impero russo.

## Caratteristiche
Questo stile consiste essenzialmente in una fusione tra la tradizionale architettura russa con quella barocca importata dall'Europa centrale attraverso il Barocco ucraino. Esso si presenta però in contrasto col più radicale approccio del Barocco petrino, esemplificato nella cattedrale dei Santi Pietro e Paolo di San Pietroburgo e nella Torre Menšikov di Mosca.
Lo stile deve il suo primitivo nome di Barocco Naryshkin al fatto che questo era il nome della prima famiglia di boiardi moscoviti che investì del denaro per la costruzione di edifici ecclesiastici secondo il nuovo stile: l'influenza di questa famiglia era grande, in quanto tra gli appartenenti poteva vantare Natal'ja Naryškina, madre di Pietro il Grande. Esso riuscì successivamente ad evolversi non solo nella capitale, ma anche in molte altre città dell'Impero russo, giungendo sino agli ambienti di palazzo all'epoca del governo della zarina Elisabetta di Russia la quale lo adottò, nella variante cosiddetta elisabettiana, per la costruzione di alcuni edifici di stato come il Palazzo d'Inverno.
Esso venne però prevalentemente utilizzato per la costruzione di edifici ecclesiastici perlopiù suburbani come ad esempio la Chiesa dell'Intercessione in Fili (1693-96), la chiesa di Dubrovitsy (1690-97) e quella di Ubory (1694-97). Esse vennero essenzialmente costruite in mattoni rossi accompagnati da una profusione di decorazioni dettagliate in pietra bianca e la torre campanaria era certamente l'elemento più esemplificativo di questa architettura la quale acquisiva il tradizionale tetto a cipolla accompagnato da numerosissime altre decorazioni sulle aperture e sul castello di campane.
Quando lo stile si diffuse ampiamente in Russia, molti monasteri vennero ricostruiti o restaurati in questo stile, i più esemplificativi dei quali sono ad oggi il Convento di Novodevičij e il Monastero di Donskoj a Mosca, come del resto il Convento di Solotch presso Riazan. Per quanto riguarda l'architettura civica, esempi di rilievo si possono ravvisare nella torre Sucharev di Mosca ed in alcuni edifici della piazza Rossa. I più importanti architetti russi di questo stile furono Jakov Buchvostov e Peter Potapov.
Quando nel 1730 venne utilizzato dall'architetto Bartolomeo Rastrelli per la realizzazione di alcuni palazzi per conto della casa imperiale di Russia, lo stile assunse anche il nome di Barocco rastrellesco.

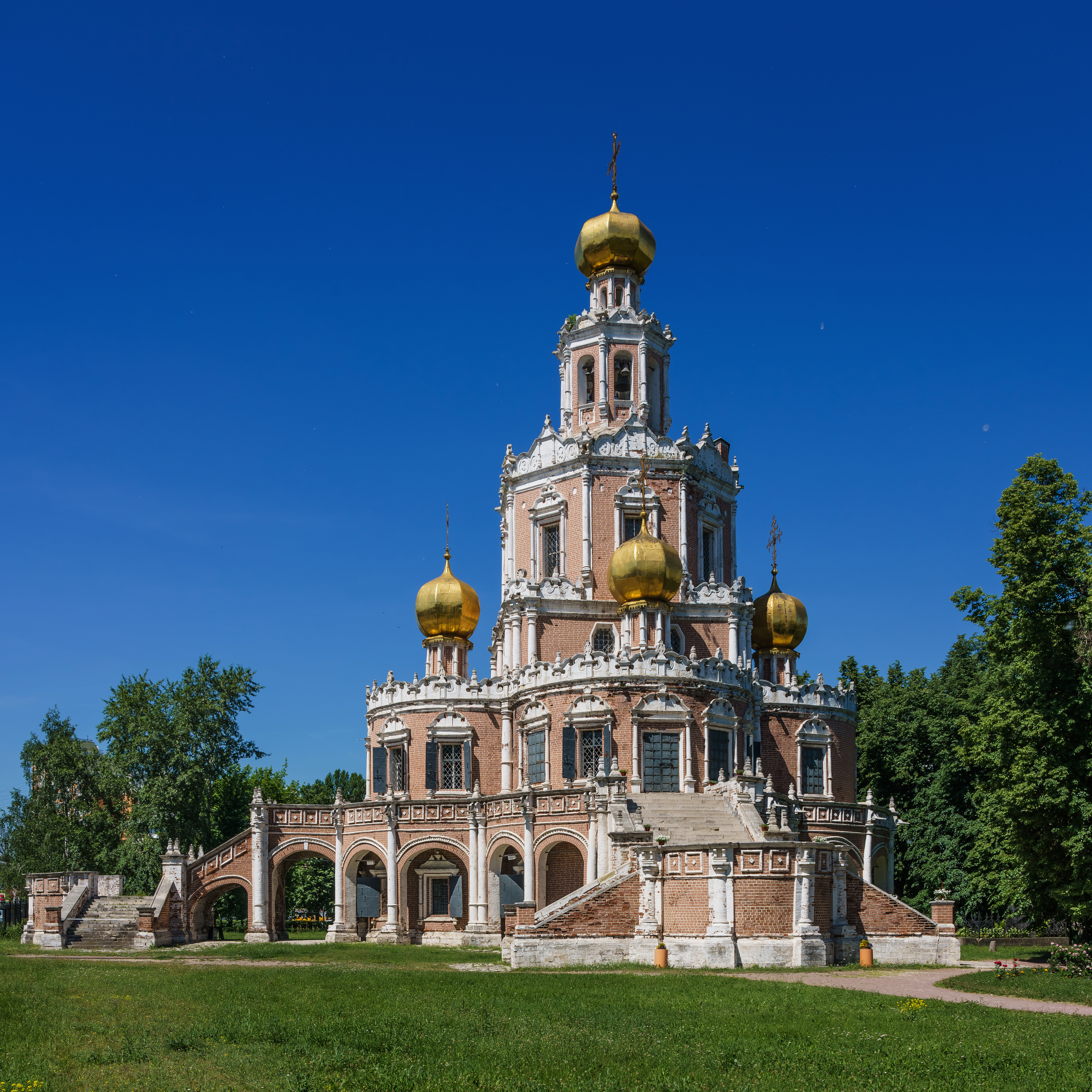
La Chiesa dell'Intercessione in Fili
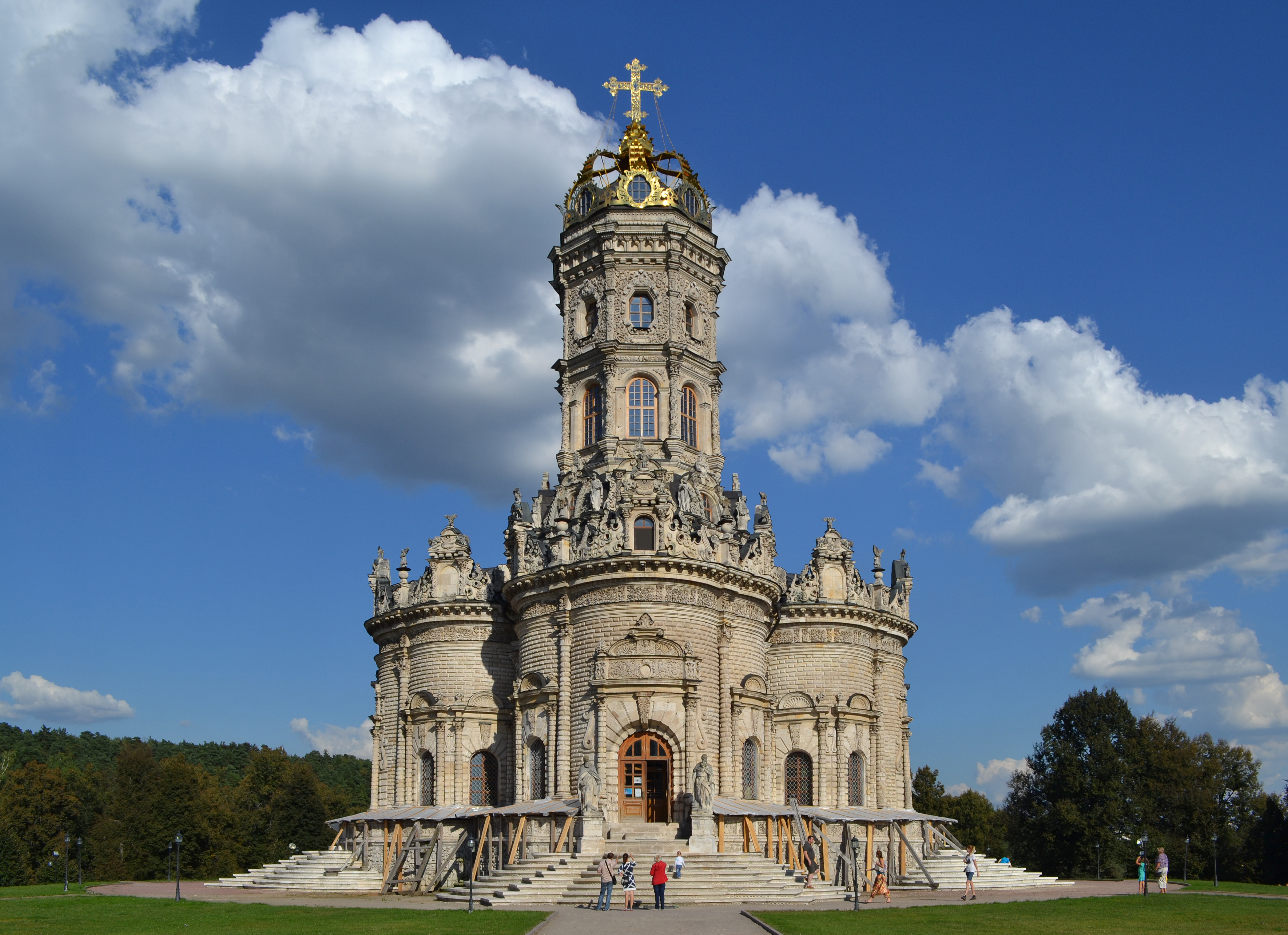
Chiesa di Dubrovitsy
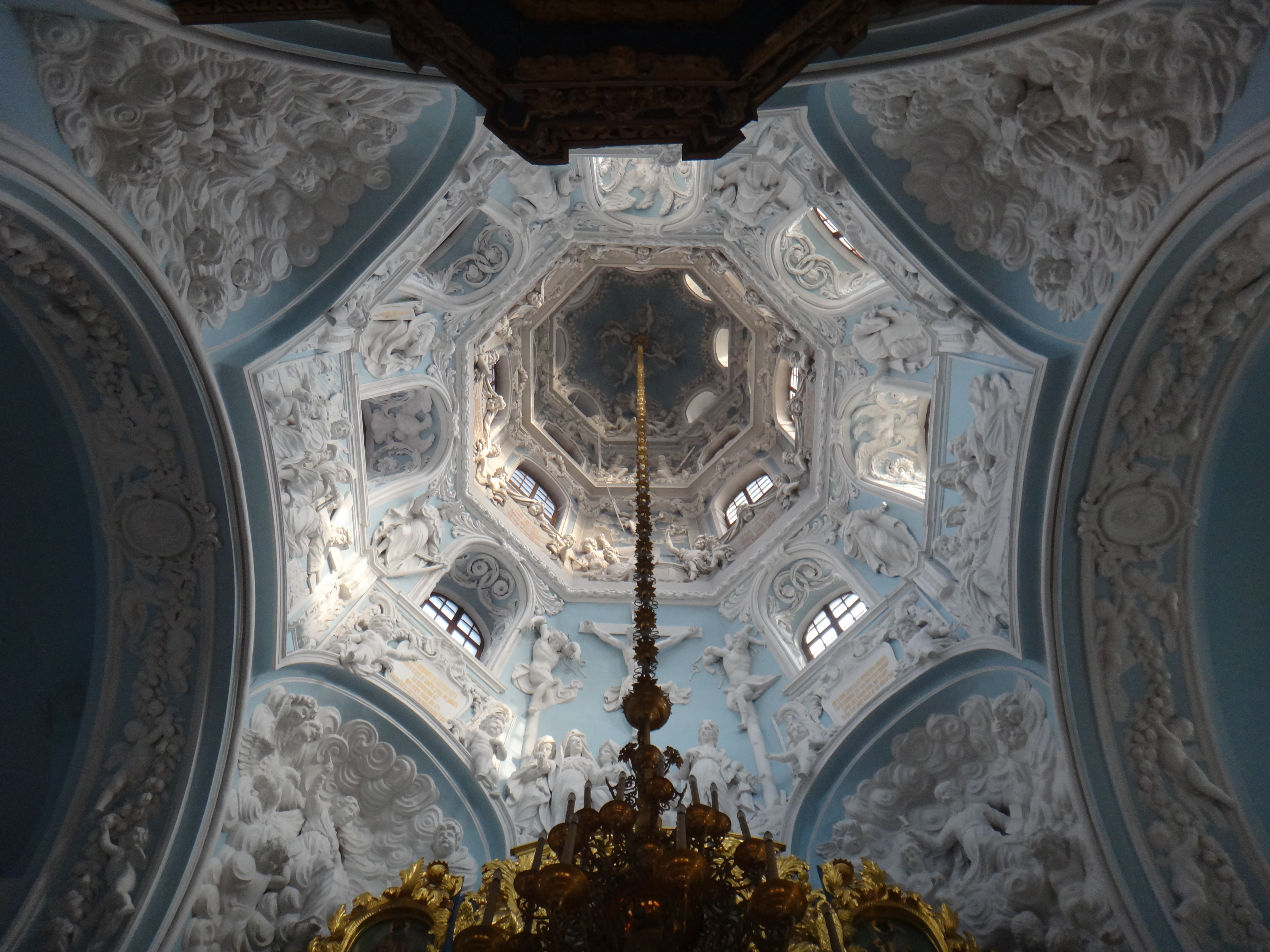
Chiesa di Dubrovitsy
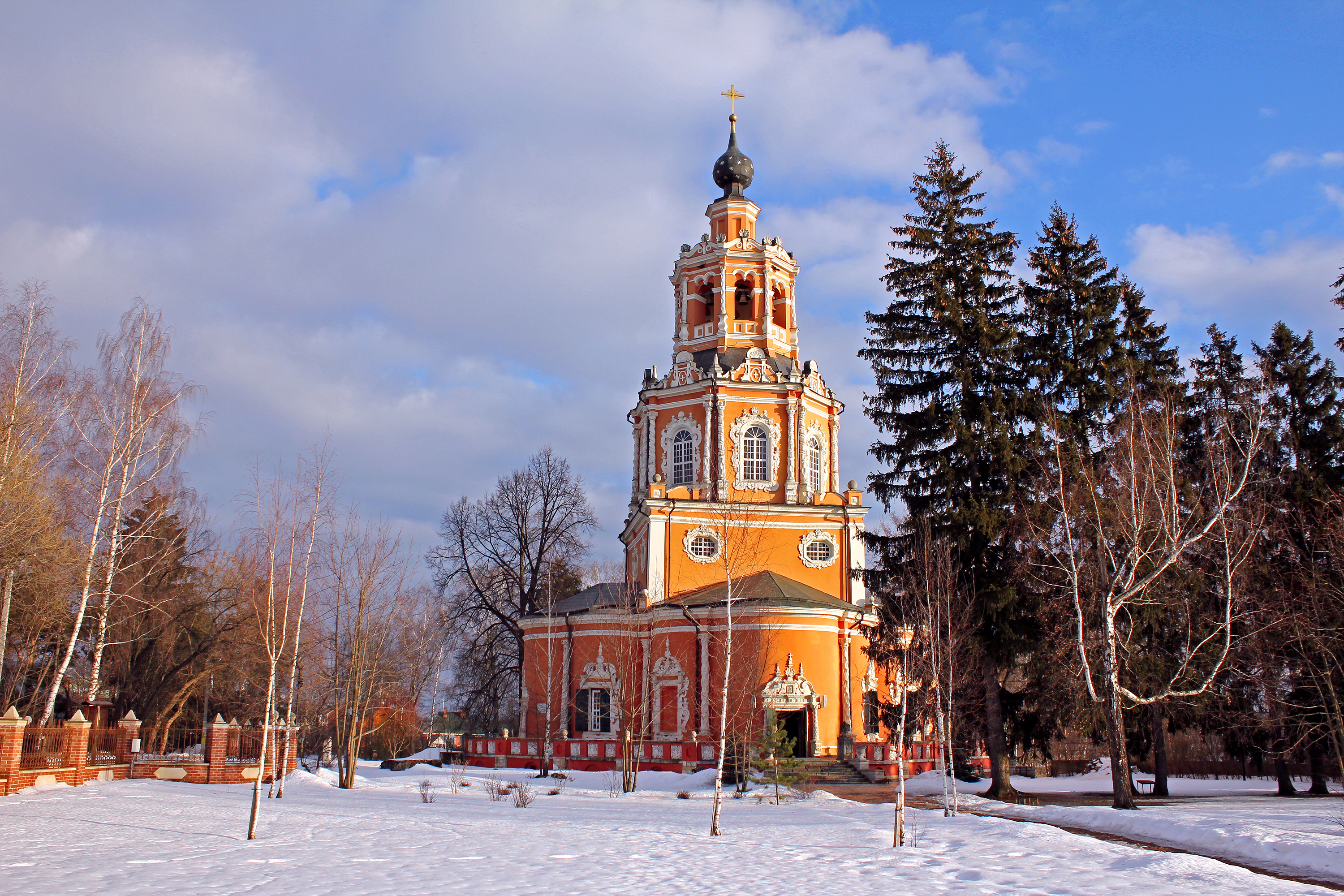
La Chiesa del Salvatore a Ubory